# ロザリンド・エリアス
ロザリンド・エリアス（Rosalind Elias, 1930年3月13日 - 2020年5月3日）は、アメリカ合衆国のメゾソプラノ歌手。

## 経歴
ローウェルの生まれ。リリアン・サリヴァンに声楽を学び、ニューイングランド音楽院でグラディス・ミラーの薫陶を受けつつ、ボリス・ゴルドフスキーのオペラ・ワークショップに参加して経験を積んだ。1948年からニューイングランド・オペラに所属したが、1952年にさらなる研鑽を積むためにローマ聖チェチーリア音楽院に留学し、ルイジ・リッチやナザレノ・デ・アンゲリス等の指導を受けた。1954年にメトロポリタン歌劇場にデビューし、以後メトロポリタン歌劇場を中心に数多くの舞台に立った。2012年にはブロードウェイ・ミュージカルにも参加している。

### 訃報
2019年、心不全と診断され、呼吸困難が続いたのち、翌年の5月3日にニューヨーク州の病院にて永眠。